# Homonota whitii
Homonota whitii (плямистий гекон аргентинський) — вид геконоподібних ящірок родини Phyllodactylidae. Ендемік Аргентини.

## Поширення і екологія
Аргентинські плямисті гекони поширені на північному заході Аргентини, в провінціях Катамарка, Кордова, Ла-Ріоха, Мендоса, Сальта і Тукуман. Живуть серед скель.